# Kbh læser
Kbh læser er en årligt tilbagevendende litteratur- og læsefestival i København, med mere end 150 arrangementer på programmet. Festivalen blev til i 2008 på initiativ af Københavns Biblioteker og har fra start været bygget op som et netværksprojekt for Københavns litteraturscener, butikker, biblioteker, museer mv. Festivalen ledes af Niels Offenberg.
Kbh læser er kendt for at bringe litteraturen ud i hele Københavnsområdet og bruge byrummet som ramme for borgerinddragende og alternativ litteraturformidling - som for eksempel litteraturquiz i S-togene, kapgang, undervandsoplæsning og videodigte.
En række internationale forfatternavne har i årenes løb besøgt festivalen, heriblandt Erlend Loe, Anne B. Ragde, Lars Saabye Christensen, Eugen Ruge (de), Hanne Ørstavik, A.S. Byatt (en) og Jan Guillou. Festivalen har desuden et omfattende program for børn, hvor børnene i 2012 blandt andet kunne opleve Hr. Skæg.
Hans Elbeshausen, lektor ved Det Informationsvidenskabelige Akademi (tidligere Danmarks Biblioteksskole) skrev i 2009 en evalueringsrapport om festivalen, hvor han bl.a. sagde:
"København som et stort fællesskab, der er samlet om litteraturen - denne tanke har et potentiale, der både rækker tilbage i byens historie og netop i øjeblikket vinder styrke igen. At finde sammen og skabe en følelse af samhørighed alene med afsæt i litteraturen og læsningen er fascinerende, fordi for en lille stund sættes der en parentes om det, der kunne adskille mennesker fra hinanden."
| Datoer for Kbh læser         |
| ---------------------------- |
| 27. februar - 8. marts, 2015 |
| 1. – 7. marts, 2014          |
| 3. – 9. november, 2012       |
| 5. – 11. november, 2011      |
| 5. – 11. november, 2010      |
| 6. – 12. november 2009       |
| 7. – 13. november, 2008      |

## Bestyrelse
Kbh læser hører under Kultur- og Fritidsforvaltningen i Københavns Kommune, men er samtidig en forening med egen bestyrelse::
- Pablo Henrik Llambías (formand), Rektor for Forfatterskolen.
- Lea Fløe Christensen (repræsentant for Københavns Biblioteker), litteraturformidler ved Københavns Hovedbibliotek.
- Jan Michael Hansen, citydirektør, Københavns City Center.
- Lise Bach Hansen, kulturproducent ved Det Kongelige Bibliotek.
- Stinne Hjortlund Kristoffersen, projektleder og programansvarlig for Bogforum.
- Kåre V. Poulsen, redaktør for DR Læseklubber.